# 楽曲派
楽曲派（がっきょくは）とは、日本のアイドルシーン（主に女性アイドル）において、楽曲面を重視するアイドル、もしくはアイドルファンのことを指す。アイドルに対して使う場合、「楽曲派アイドル」との表記も見られる。
元々は「子供のアイドルが好きなファン」の自虐的な言い訳として使われていたが、2010年代以降はその意味合いが薄れるとともに、アイドルファンのみならずアイドルそのものについても使われるようになった。

## 歴史
「楽曲派」の起源について、プロインタビュアーの吉田豪による雑誌「BUBKA」（白夜書房）のインタビュー連載「証言モーヲタ」（2021年、『証言モーヲタ〜彼らが熱く狂っていた時代〜』として単行本化）で、「サムライ」の通称で知られるアイドルヲタクだった有馬岳彦は、2003年にハロー!プロジェクト（ハロプロ）において、矢口真里と当時小学生だったハロー!プロジェクト・キッズ（キッズ）によるユニット・ZYXが誕生し、そのファンとなった宇多丸（RHYMESTER）が「俺がZYXが好きなんだ、俺はロリコンじゃねぇ、曲が好きなんだよ！」と発言したことに由来すると振り返っている。
つまり、キッズ（ZYX、あぁ!、Berryz工房、℃-ute等）を推す隠れ蓑として、一部のハロヲタ（ハロー!プロジェクトのファン）が自称したのが始まりであった。転じて、それ以外のアイドルファンにとっては、実際に楽曲が好きかどうかは関係なく、単に「子供のアイドル好き」を指す言葉となった。当時Berryz工房のファンで「楽曲派」と呼ばれていた掟ポルシェ（ロマンポルシェ。）は、「楽曲派がロリコンの言い訳だというのは厳密には正しくなく、楽曲が好みではない子供は好きになれないだけだ」とツイートしている。
ところが、2007年にPerfume、2010年代初頭にももいろクローバー（現ももいろクローバーZ）、でんぱ組.inc、BiS等が従来のアイドルソングとは一線を画した楽曲によってブレイクし、従来アイドルに興味のなかった層が新たにファンになった際に、それまで「楽曲派」という言葉にあった「子供」という要素が抜け落ちた形で「アイドルだからではなく、楽曲が良いからファンになった」という字義通りの意味で使われ始めるようになった。この時期、2010年よりライターのピロスエが主宰する「ハロプロ楽曲大賞」にハロプロ以外の楽曲を対象とした「アイドル楽曲部門」が新設され、2012年には「アイドル楽曲大賞」として独立している。
musicite編集長の山田秀樹（やまー）はギュウゾウ（電撃ネットワーク、ギュウ農フェス主宰）へのインタビューで、ribbon（1989年デビュー）のファンになった自らの体験から、「楽曲派」という言葉が生まれるずっと昔からこのような概念はあったとしている。
なお、類似する概念として「〇〇はアイドルを超えた」というものもあり、吉田は2017年11月18日配信「タブーなワイドショー」（ニコニコ生放送）で「自分がアイドルを否定していて聞かなかった人が、ちょっととがったアイドルを聞くと、「アイドルはろくなものではないけれどもこれはすごい、だからアイドルじゃないんだ！」という発想になっちゃう」と指摘している。ギュウゾウも前出のインタビューで、「僕は旧BiS（2010年 - 2014年）を好きになった時めっちゃ周りの人に「BiSはアイドルじゃない！！」って言ってたと思う（笑）」と語っている。
メディアにおける早い使用例の一つとして、Especiaの1st EP「DULCE」を紹介する2012年12月4日の新宿経済新聞の記事で、タワーレコード新宿店アイドル担当の古木智志は「アイドルファンには、楽曲の良さを重視する『楽曲派』と呼ばれる方々がいらっしゃるが、特にそのようなお客さまに聴いてもらいたい」とコメントしている。この記事ではアイドルファンのことを指していたが、2013年1月12日のOTOTOYによる「DULCE」記事紹介ツイートの冒頭に「【楽曲派アイドル】」が付けられており、同年9月に掲載されたReal Soundの記事では、「Tomato n' Pineこそ「楽曲派」の代表格」とした上で、「「楽曲派アイドル」の最高峰と呼ぶべきグループ」としてEspeciaを紹介しており、この時期までにはアイドルに対して「楽曲派」「楽曲派アイドル」という用法が確立したことを窺わせる。
・・・・・・・・・/RAYプロデューサーのみきれちゃん（大黒メロン）は、2019年7月27日の日本SF大会で開催されたトークショー「Idole Singularity」で、「楽曲派という単語がいわゆるライブアイドルのレイヤーで言葉として意味を持ち始めたのはおそらくBiSさんのフォロワーグループが誕生したあたりじゃないかなと思います。2012年から13年あたりにフォロワーのグループが登場して、そのあたりから言葉が機能しはじめたと言うような感覚があります」と述べている。
2016年にはマーティ・フリードマン選曲によるコンピレーション・アルバム『楽曲派！-GAKKYOKUHA- selected by マーティ・フリードマン』が日本クラウンからリリースされた。本アルバムにはさくら学院、アフィリア・サーガ、ひめキュンフルーツ缶、まねきケチャ、ベイビーレイズJAPAN、さんみゅ〜、ななのん、つりビット、デスラビッツ、predia、愛乙女☆DOLL、ぱすぽ☆、CLEAR'S、アイドルネッサンスの14組の楽曲が収録されている。
地上波テレビ番組では、2020年4月26日放送の「関ジャム 完全燃SHOW」（テレビ朝日）にて、前山田健一（ヒャダイン）が「2020年のアイドル界を支える存在となる楽曲派の究極グループ」として、フィロソフィーのダンス、sora tob sakana、Maison book girlを紹介した。
2025年には、ライブアイドルの優れた楽曲・名盤を年代別に紹介した『楽曲派アイドル・ガイドブック ももクロ以降のアイドルソング再考』（双葉社、成松哲・タナカハルカ著）が刊行された。本書では、Perfume、ももいろクローバー、でんぱ組.inc、Tomato n' Pine、BiS、BABYMETAL、lyrical school、ゆるめるモ！、Especia、BELLRING少女ハート、Maison book girl、ヤなことそっとミュート、・・・・・・・・・の13組が「レジェンドグループ」として取り上げられている。

## 「楽曲派」と音楽ジャンル
音楽ナタリー「2010年代のアイドルシーン Vol.7 "楽曲派"と呼ばれるグループたち 齊藤州一、田家大知、田中紘治、本間翔太が語る"アイドルである意義"」（2021年）で、田家大知（ゆるめるモ！プロデューサー）は「アイドルって音楽的なジャンルではないんですよ。ましてや楽曲派の音楽的特徴なんて存在するはずがない」と語っている。
しかし、「楽曲派」と呼ばれる（あるいは呼ばれない）アイドルにはジャンルによる傾向があると見る向きもあり、また、「楽曲派」それ自体が一つの音楽ジャンルであると定義付ける者もいる。
Mikiki「吉田豪が〈PENGUIN DISC〉を立ち上げた南波一海に訊く、音楽ライターがいまアイドル・レーベルを始める理由」（2016年）で、吉田は、「楽曲派を名乗る以上、本来ならアイドルのいい曲だったら全部好きってなるはずなんだけど、どうも最近はシティー・ポップ的なものに寄りすぎてる気がするんですよね。いわゆる冬の時代感がある正統派アイドル・ポップの良さみたいなものについては、そんなに語られないっていう」と指摘している。
前出のmusiciteのギュウゾウインタビュー（2019年）で、山田は「楽曲派の人たちが好きな曲の中には（東京女子流やEspeciaといった）ブラックミュージックの匂いがするものが必ず入ってくるんですよ。そこを無視して語ろうとすると"それは違う"って怒る人たちもいるんだろうな」と語っている。
Pop'n' Roll「偶像音楽 斯斯然然」第50回「冬将軍×Pop’n’Roll編集長が振り返る連載50回の軌跡「エッジィでキャッチーなコラムでありたい」」（2021年）で、編集長・鈴木健也の「なんとなく"楽曲派"というジャンルって、出来上がってるじゃないですか」に対して、音楽ライター・冬将軍は「シティポップスや渋谷系、ファンクっぽいものだったり。ポストロックなどのグループはそう言われたりするけど、激しめのロック、それこそWACKのファンは楽曲派ってあまり使わないじゃないですか」と指摘している。
「曽我部淳也の「タワレコアイドル部」（仮）#5」（AuDee、2021年）にゲスト出演したエクストロメ!!/Lonesome Record主宰の小林健太郎（こばけん）は、「（エクストロメ!!に出演しているのが）楽曲派というと違和感を感じる。楽曲派とは曲の優劣じゃなく、シューゲイザーとかオルタナとかポストロックとかの種類」と定義付けている。